# Aerodrom Osijek
Aerodrom Osijek je jedan od devet većih aerodroma u Hrvatskoj. Smešten je uz regionalnu put Osijek-Vukovar, a udaljen 20 kilometara od grada Osijeka. Osim osnovne delatnosti prihvata i prevoz putnika, robe, pošte i stvari, osječki aerodrom pruža trgovačke, ugostiteljske i medicinske usluge, avio-taksi itd.

## Kompanije i destinacije
| Airlines         | Destinations                                           |
| ---------------- | ------------------------------------------------------ |
| Croatia Airlines | Munich Seasonal: Dubrovnik, Split                      |
| Ryanair          | Seasonal: London–Stansted                              |
| Trade Air        | Dubrovnik, Pula, Rijeka, Split, Zagreb Seasonal: Zadar |

## Spoljašnje veze
- Aerodrom Osijek